# Mines d'antimoine de West Gore
Les Mines d'antimoine de West Gore, dans le comté de Hants, ont été exploitées à partir de la fin du XIXe siècle, dans la péninsule de Nouvelle-Écosse, au Canada, et jusqu'en 1917.

## Histoire
En 1880, John McDougall trouve de l'antimoine sur les champs de sa ferme, et en 1883 des travaux d'exploration sont entrepris. La mine ouvre en 1884, opérée par le même McDougall, associé à John T. Wallace et Joshua Brison. Deux puits sont creusés de 53 mètres de profondeur chacun. Environ 600 tonnes d'antimoine à forte teneur sont expédiées en Angleterre, mais en 1892, la mine est fermée. De nouveaux gisements ont été découverts entre-temps, avec des puits cette fois plus profonds, jusqu'à trois cents mètres, en 1887 par Gould Northup et en 1899 par McDougall, au sud-ouest et au nord-est du premier, qui est rouvert en 1899 puis fermé à nouveau en 1900.
En 1903, la mine est vidée de son eau et trois autres puits sont creusés jusqu'à 130 mètres et en 1904, c'est la "Dominion Antimony Company"  qui réussit à extraire de l'antimoine associé à de l'or et de l'argent.
L'American Metal Company de New York investit également aussi dans les mines d'antimoine de West Gore en 1906 et entrera en conflit avec les opérateurs déjà présents. Les capitaux américains étaient déjà investis dans les mines du Nouveau-Brunswick, dans la province voisine (Queen's Manganese Company et Hibbard Antimony Company), où existent également les mines d'antimoine du lac George. Les mines d'antimoine de la "Dominion Antimony Company" sont rachetées en 1909, par la "West Gore Antimony Company", qui deviendra elle-même la "Canadian Antimony Company". Le "Dominion Bureau of Statistics" fait ensuite état en 1917 d'une production annuelle de 1341 tonnes de minerai d'antimoine contenant plus d'un million d'onces de métal.